# Askepot 2: Drømmen bliver til virkelighed
| Portal | Portal:Disney |

Askepot 2: Drømmen bliver til virkelighed er en amerikansk tegnefilm fra 2002. Den er en fortsættelse til Disney klassikeren Askepot.

## Handling
I filmen følger man de to travle mus Tim og Bum der piler hen til biblioteket for at høre den Gode Fe læse historien om Askepot for dem. Men netop som de kommer frem, er historien læst til ende. Så får musene den idé selv at lave en bog. Og man får tre historier fortalt. I den første prøver Askepot at falde til som prinsesse efter de skrevne regler, men det går ikke helt godt. Hun finder ud af at hvis hun bare gør tingene på sin egen måde og er tro mod sig selv, gør det ikke helt galt. Den kongelige banket, som hun skulle planlægge ender med at blive en succes, selvom det ikke er helt som det plejer.
I den næste historie føler Tim sig overset i det store slot. Han bliver altid overgået. Han vil meget gerne hjælpe Askepot og ønsker at blive et menneske, et ønske der går i opfyldelse. Men han finder ud af at han er nødt til at vælge. For ønsket gør at de andre mus han normalt er sammen med flygter fra ham. Han ender med at ønske sig selv tilbage til museskikkelse igen så alle hans venner kan genkende ham.
I den tredje og sidste historie holder Askepot bal. Vi er hjemme hos den onde stedmor og de stedsøstre Mathilde og Frederikke. Frederikke lytter drømmende til spilledåsen som står på et bord. De er ved at gøre sig klar. Stedmoren tager dem med i byen for at købe nyt tøj, sko og smykker. Ude på gaden bliver Frederikke fanget af en duft der kommer fra bageriet. Hun bliver straks forelsket i bageren som også bliver forelsket i hende. Askepot ser det hele fra vinduet. Hun er ude byen for at købe en blomsterguirlande til prinsen. Musene er med hende og tror knap deres egne øjne. Hun overtaler sine små dyrevenner at hjælpe hende med at føre dem sammen igen.
Musene danser rundt i brødene inde i butikken og det får bageren til at jage dem ud derfra. De støder på stedmorens kat Lucifer og flygter for livet. Frederikke har jagtet fuglene der har taget hendes hat og sluppet den på pladsen foran bagerbutikken. Musene flygter fortsat fra Lucifer ind mellem benene på en hest, der står på pladsen. Hesten bliver bange for de pludselige bevægelser og sparker bagud så Frederikke lander på hovedet i butikken med mel og æg udover det hele. Hun flygter derfra. Askepot følger efter hende. Frederikke er stadig spydig overfor hende, og hun giver en spydig bemærkning tilbage. Efter lidt snakken frem og tilbage får Askepot overtalt Frederikke til at gå med op på slottet. Her begynder den store opshinings kur. Men Frederikke er nødt til også at forstå at det ikke handler om materielle goder alene. Man er også nødt til at være sød ved folk. Imens er Lucifer fulgt efter musene op på slottet. De tror deres sidste time er kommet da det går op for dem at Lucifer er blevet forelsket i slottets kat som afskyr ham. Musene lover at hjælpe ham, men på den betingelse at Lucifer lover at han aldrig mere vil jage dem. Så snart Lucifer er kommet indenfor og har vundet kattens hjerte, går de på musejagt. Og herfra smuldrer alt for Lucifer.

## Danske stemmer
- Askepot - Kaya Brüel
- Tim - Jan Tellefsen
- Bum - Peter Røschke
- Feen - Kirsten Cenius
- Kongen - Ole Varde Lassen
- Hofgreven - Anders Bircow
- Stedmoderen - Dorthea Herman
- Frederikke - Anne Pagh
- Mathilde - Amalie Ihle Alstrup
- Gudrun - Bente Eskesen
- Prinsen - Jens Jacob Tychsen
- Bageren - Christian Berg
- Benedikte - Karin Jagd
- Dagmar - Kit Eichler
- Marie Mus - Annette Heick
- Grevinden - Judith Rothenborg
- Solist - Karen Busck

Andre stemmer: Uris Pais, Lasse Lunderskov & Per Spangsberg